# Ophiozonoida leucus
Ophiozonoida leucus is een slangster uit de familie Ophiolepididae.
De wetenschappelijke naam van de soort werd in 1943 gepubliceerd door Shiro Murakami.